# Ishøj IF
Ishøj Idrætsforening er en dansk fodboldklub hjemmehørende i Ishøj på den københavnske vestegn. Foreningen blev stiftet i 2017, da den blev oprettet gennem en fusion mellem Ishøj Boldklub og SB50 Ishøj. Klubben har over 1.000 medlemmer. Klubben startede livet i Sjællandsserien.
Man valgte at slå klubberne sammen, da man oplevede at der var en uhensigtsmæssig opdeling af børn i forhold til valg af fodboldklub.